# The Fan
 The Fan és una pel·lícula estatunidenca dirigida per Otto Preminger, inspirada en la comèdia homònima d'Oscar Wilde, creada el 1892. Estrenada el 1949, el film de Preminger és, d'altra banda, un remake del film L'Éventail de Lady Windermere (mut d'Ernst Lubitsch, de 1925.

## Argument[1]
En un Londres devastat pels bombardejos de la postguerra, una vella senyora, Mrs. Erlynne, ajuda a la subhasta d'un ventall que li havia pertangut. Desitjaria recuperar-lo: el subhastador li atorga un termini de vint-i-quatre hores per establir la prova de les seves al·legacions. Mrs. Erlynne va doncs al domicili d'una de les seves antigues relacions, Lord Darlington. Amb l'ajuda de quatre flash-back, la pel·lícula reconstitueix el passat dels esposos Windermere, de Lord Darlington, de Lord Lorton i de Mrs. Erlynne i de les seves complexes relacions. En el transcurs de la seva entrevista amb Lord Darlington, Mrs. Erlynne li revela que és la mare de Lady Margaret Windermere. Havia salvat la seva filla d'una situació molesta en el transcurs de la qual aquesta arriscava ser compromesa. En senyal de gratitud, Lady Windermere li va llegar el seu ventall. Extremadament trastornat per allò de què s'assabenta, Darlington convida Mrs. Erlynne a sopar.

## Repartiment
- Jeanne Crain: Lady Margaret Windermere
- Madeleine Carroll: Sra. Erlynne
- George Sanders: Lord Darlington
- Richard Greene: Lord Windermere
- Martita Hunt: duquessa de Berwick
- John Sutton: Cecil Graham
- Hugh Dempster: Lord Augustus Lorton
- Richard Ney: James Hopper
- Virginia Mc Dowall: Lady Agatha

I, entre els actors que no surten als crèdits :
- George Beranger: L'ajudant de Philippe
- Tempe Pigott: Sra. Rudge